# Dire Straits
 (енгл. Dire Straits, транскрипција: Дајер стрејтс) био је британски рок бенд који су 1977. године основали Марк Нофлер (енгл. Mark Knopfler, гитара и вокал), његов брат Дејвид Нофлер (гитара), Џон Илсли (енгл. John Illsley, бас гитара) и Пик Видерс (енгл. Pick Withers, бубњеви), а менаџер им је био Ед Бикнел (енгл. Ed Bicknell). Били су активни у периоду од 1977. до 1988. године, и од 1991. до 1995. године. Sа бројком од преко 100 милиона продатих плоча, једна су од група која је продала највише албума на свету,
Бенд је имао велики број хитова међу којима су најпознатији "Sultans of Swing" (1978), "Romeo and Juliet" (1981), "Private Investigations" (1982), "Twisting by the Pool" (1983), "Money for Nothing" (1985), и "Walk of Life" (1985). Њихов комерцијално најуспешнији албум, "Brothers in Arms" из 1985. године, продат је у више од 30 милиона примерака и то је био први албум који је продат у више од милион примерака у CD формату. "Brothers in Arms"  је уједно и 8. најпродаванији албум у историји у Великој Британији. Током свог постојања, група Dire Straits је провела укупно 1100 недеља на британским топ листама, што је чини 5. групом по реду по броју проведених недеља на топ листама у Великој Британији. Састав бенда се временом мењао, а само су Марк Нофлер и Џон Илсли били једини непромењени чланови.
Бенд је освојио четири Греми награде, три Брит награде, две МТВ видео музичке награде као и многе друге награде. Примљени су у Рокенрол кућу славних 2018. године.

## Историја

### Прва два албума (1977—1979)
Групу су 1977. године у Лондону основали браћа Марк и Дејвид Нофлер из Њукасла, и њихови пријатељи Џон Илсли и Пик Видерс из Лестера. У време формирања бенда, Марк је радио као наставник на Факултету уметности, Илсли је био студент на колеџу, а Дејвид је био социјални радник. Име Dire Straits (у жаргону: "у шкрипцу") дао им је цимер бубњара Пика Видерса, наводно због тога што су чланови групе у почетку били без посла и у тешкој финансијској ситуацији.
Први албум групе, под називом "Dire Straits", снимили су 1978. године са буџетом од 12,500 фунти. Исте године, након што је сингл "Sultans of Swing" са дебитантског албума почео све боље да се рангира на топ листама широм Британије, Dire Straits креће на турнеју као предгрупа бенду Talking Heads. Бенд врло брзо постаје популаран широм света, а као резултат тога, албум "Dire Straits" завршава у Топ 10 листама у свим европским земљама.
Следеће године група Dire Straits креће на своју прву самосталну турнеју по Северној Америци на којој су одржали 51 концерт у периоду од 38 дана. Приликом једног њиховог наступа у Лос Анђелесу, запазио их је Боб Дилан који је био толико фасциниран њиховим наступом да их је позвао да свирају на његовом следећем албуму.
Бенд убрзо издаје свој други албум, "Communiqué" , који је објављен 1978. године и који је само потврдио успех бенда, заузевши 1. место на топ листама у Немачкој и 5. место у Великој Британији.

### Промене стила и рани успеси (1980—1984)
Током снимања следећег албума, "Making Movies", дошло је до великих тензија између браће Нофлер око различитог схватања правца у коме би бенд требало да настави. Марк, који је био главни аутор музике и текстова, желео је више да експериментише са компликованијим песмама, док је Дејвид заступао идеју да би требало наставити са једноставним песмама, као на прва два албума. Сукоб браће завршио се тако што је Дејвид напустио бенд током снимања албума, а на његово место је дошао Сид МекГинис. Комплексност аранжмана на којој је Марк инсистирао захтевала је коришћење клавијатура, за шта је бенд ангажовао Роја Битена, пратећег музичара Бруса Спрингстина. Након снимања, бенду су се за турнеју као пуноправни чланови прикључили гитариста Хал Линдес и клавијатуриста Алан Кларк. Албум је објављен 1980. године, а са њега су се издвојили хитови "Romeo and Juliet"  и "Tunnel of love". Амерички часопис Ролинг стоун рангирао је албум "Making Movies" на 52. место листе "100 најбољих албума 1980-их"
Следећи албум, "Love Over Gold" из 1982. године, први који је Нофлер самостално продуцирао, означио је кулминацију експерименталне фазе групе. Овај албум карактеришу комплексни аранжмани, па је тако од 5 песама колико је било на албуму, само једна била краћа од 6 минута, а уводна нумера "Telegraph Road" трајала је чак 14 минута. Са овог албума се као сингл издвојила и песма "Private Investigations", упркос томе што траје готово 7 минута. Недуго по објављивању албума групу је напустио бубњар Пик Видерс, кога је заменио Тери Вилијамс.
Током 1983. и 1984. године Марк Нофлер је реализовао и неке пројекте ван бенда. Написао је музичке партитуре за филмове Локални херој и Кал, које су касније објављене као соло албуми. У исто време је продуцирао и Диланов албум "Infidels" из 1983. године, а написао је и насловну песму на повратничком албуму Тине Тарнер, "Private Dancer" из 1984. године. Џон Илсли је исте године објавио свој први соло албум, "Never Told a Soul", на коме су заједно са њим радили и Марк Хофлер, Алан Кларк и Тери Вилијамс.

### Године интернационалног успеха (1985—1986)
Крајем 1984. године, бенд почиње са снимањем свог новог албума, "Brothers in Arms", који је објављен 1985. године и који ће се, како се касније испоставило, показати као њихов најуспешнији албум. Током снимања албума дошло је до нових промена у саставу: бенду се придружио још један клавијатуриста, Гај Флечер, који је пре тога радио са групом Рокси Мјузик, а уместо Хала Линдеса нови гитариста је постао Џек Сони. Током снимања се испоставило да стил свирања Терија Вилијамса није одговарао звуку који је група желела да постигне на албуму, па је тако већину бубњарских деоница снимио студијски музичар Омар Хаким.
Неке од најпознатијих песама са овог албума су песме "Money for Nothing", "So Far Away", "Brothers in Arms", "Walk of Life" и "Your Latest Trick". Спот за песму "Money for Nothing" , био је први спот који је емитован на каналу МТВ у Великој Британији, а као гостујући певач се у песми појављује Стинг. Група је за ову песму добила Греми награду за најбољу рок песму 1986. године.
Албум је постигао огроман успех доспевши на прво место топ листе најслушанијих албума у Великој Британији, где је провео укупно 228 недеља. Албум је постигао вишеструки платинасти тираж и продат је у 4,3 милиона примерака. Сличан успех остварен је и у САД где је албум био девет недеља на првом месту Билбордове листе топ 200 најпопуларнијих албума и био продат у 9 милиона примерака. Британски часопис Гардијан је на својој листи "50 најзначајнијих догађаја у историји рок музике", објављивање албума "Brothers in Arms" сврстао на 38. место.
Бенд је 1985. године, након објављивања албума, кренуо у светску турнеју која је започела 25. априла 1985. године у Сплиту, а завршила се тек наредне, 1986. године, након што је бенд имао 248 наступа у преко 100 различитих градова у свету. У току турнеје, група је 1985. године наступала и на једној од највећих музичких манифестација у историји, концерту Лајв Ејд, на коме су извели две своје песме: "Money for Nothing" (заједно са Стингом) и "Sultans of Swing".
Албум "Brothers in Arms" освојио је две Греми награде 1986. године, а на листи „500 највећих албума свих времена" коју је саставио амерички магазин Ролинг стоун 2003. године, налази се на 351, месту. Такође, албум је ушао и у Гинисову књигу рекорда као први CD продат у преко милион примерака и има велике заслуге за популаризацију CD формата.

### Први распад (1987—1990)
Група се први пут распала 1988. године а Марк Нофлер је разлоге за распад објаснио у септембру 1988. године у изјави за часопис Ролинг стоун, где је рекао: "Штампа пише о томе да смо највећи бенд на свету. Имам осећај да акценат више није на музици, већ на популарности. Требао ми је одмор од свега тога." Следеће године, Нофлер је формирао кантри групу The Notting Hillbillies са којом је снимио само један албум "Missing...Presumed Having a Good Time" који је објављен 1990. године.
Исте године када је Нофлер издао тај албум са групом The Notting Hillbillies, чланови Dire Straits се поново окупљају како би свирали на концерту у Њуворт Хаусу, заједно са Елтоном Џоном и Ериком Клептоном.

### Поновно окупљање, последњи албуми и коначни распад (1991—1995)
Почетком 1991. године бенд се поново окупио и то у саставу: Нофлер, Илсли, Флечер и Кларк. Када су почели са снимањем новог албума, бенду су се постепено прикључивали нови чланови - гитаристи Пол Френклин и Фил Палмер, саксофониста Крис Вајт, као и бубњар групе Тото Џеф Поркаро. Исте године, у септембру 1991. бенд издаје нови, и испоставиће се последњи албум, "On Every Street". Албум је продат у 8 милиона примерака и заузео је прво место на топ листи најслушанијих албума у Великој Британији и 12. место на Билбордовој листи топ 40 хитова у САД. Неке од познатијих песама са овог албума су "Calling Elvis" и "Heavy Fuel".
Бенд је након објављивања албума кренуо на светску турнеју на којој је наступао пред укупно 7,1 милиона фанова на 300 концерата. Иако се према овим бројевима може оценити да је турнеја била изузетно успешна, према речима чланова бенда, атмосфера у бенду је била изузетно тешка а чланови бенда су били у изузетно лошим међусобним односима.
Последњи албум групе Dire Straits био је албум "Live at the BBC", који у ствари представља збирку лајв снимака бенда из периода од 1978. до 1981. године. Албум "Live at the BBC" представља трећи и последњи лајв албум бенда.

### Пријем у Рокенрол кућу славних (1996—данас)
Након распада бенда, Марк Нофлер је започео успешну соло каријеру која траје и данас, издавши свој први соло албум "Golden Heart"  у марту 1996. године. 
Марк Нофлер, Џон Илсли, Алан Кларк и Гај Флечер задњи пут су се поново окупили 19. јуна 1999. године, када су поводом венчања Џона Илслија одсвирали пет песама заједно. Године 2002. Илсли, Флечер, Вајт и Камингс су се придружили Марку Нофлеру и заједно са њим одржали 4 хуманитарна концерта.
Године 2007. Марк Нофлер је изјавио да му не недостаје некадашња слава и да је популарност коју је бенд имао била већа него што је он могао да издржи. У децембру 2008. године, Џон Илсли је у интервјуу за ББЦ рекао да је разговарао са Марком Нофлером о поновном окупљању бенда, међутим, Нофлер је то одбио.
Бенд је примљен у Рокенрол кућу славних 2018. године. Марк Нофлер се није појавио на церемонији.

## Чланови бенда
Последња постава бенда (1995)
- Марк Нофлер — главни вокал, гитара (1977—1995)
- Џон Илсли — бас гитара, пратећи вокал (1977—1995)
- Алан Кларк — клавијатуре (1980—1995)
- Гај Флечер — клавијатуре, пратећи вокали (1984—1995)

Бивши чланови
- Дејвид Нофлер — гитара, клавијатуре, пратећи вокали (1977—1980)
- Пик Видерс — бубњеви и удараљке (1977—1982)
- Хал Линдес — гитара, пратећи вокали (1980—1985)
- Тери Вилијамс — бубњеви (1982—1989)
- Омар Хаким — бубњеви (1985)
- Џек Сони — гитара (1985—1988)

Помоћни чланови током турнеја
- Мел Колинс — саксофон (1983)
- Томи Мандел — клавијатуре (1982—1983)
- Јоп де Корте — удараљке (1982—1986)
- Крис Витен — бубњеви и удараљке (1991—1995)
- Фил Палмер — гитара (1991—1995)
- Пол Френклин — педал стил гитара (1991—1995)
- Крис Вајт — саксофон (1985—1995)
- Дени Камингс — удараљке (1991—1995)

## Дискографија

### Студијски албуми
- Dire Straits (album) (1978)
- Communiqué (1979)
- Making Movies (1980)
- Love over Gold (1982)
- Brothers in Arms (1985)
- On Every Street (1991)

## Песме
- Sultans Of Swing
- Money For Nothing
- Lady Writer
- Romeo and Juliet
- Tunnel Of Love
- Once Upon A Time In The West
- Private Investigation
- Brothers In Arms
- Down To The Waterline
- Heavy Fuel
- Walk Of Life
- So Far Away